# Microspermum
Microspermum es un género de fanerógamas perteneciente a la familia de las asteráceas. Comprende 10 especies descritas y  aceptadas.  Es originario de México.

## Descripción
Las plantas de este género sólo tienen disco (sin rayos florales) y los pétalos son de color blanco, ligeramente amarillento blanco, rosa o morado (nunca de un completo color amarillo).

## Taxonomía
El género fue descrito por Mariano Lagasca y publicado en Genera et species plantarum 25. 1816. La especie tipo es: Microspermum nummulariifolium Lag.

## Especies aceptadas
A continuación se brinda un listado de las especies del género Microspermum aceptadas hasta junio de 2012, ordenadas alfabéticamente. Para cada una se indica el nombre binomial seguido del autor, abreviado según las convenciones y usos.
- Microspermum debile Benth.
- Microspermum flaccidum Paul G.Wilson
- Microspermum gonzalezii Rzed.
- Microspermum gracillimum Rzed.
- Microspermum hintonii Rzed.
- Microspermum michoacanum (R.M.King) B.L.Turner
- Microspermum nummulariifolium Lag.
- Microspermum repens (S.F.Blake) L.O.Williams
- Microspermum samaroides (Carpentier) E. Arber
- Microspermum tenue Paul G.Wilson